# テ・タルア

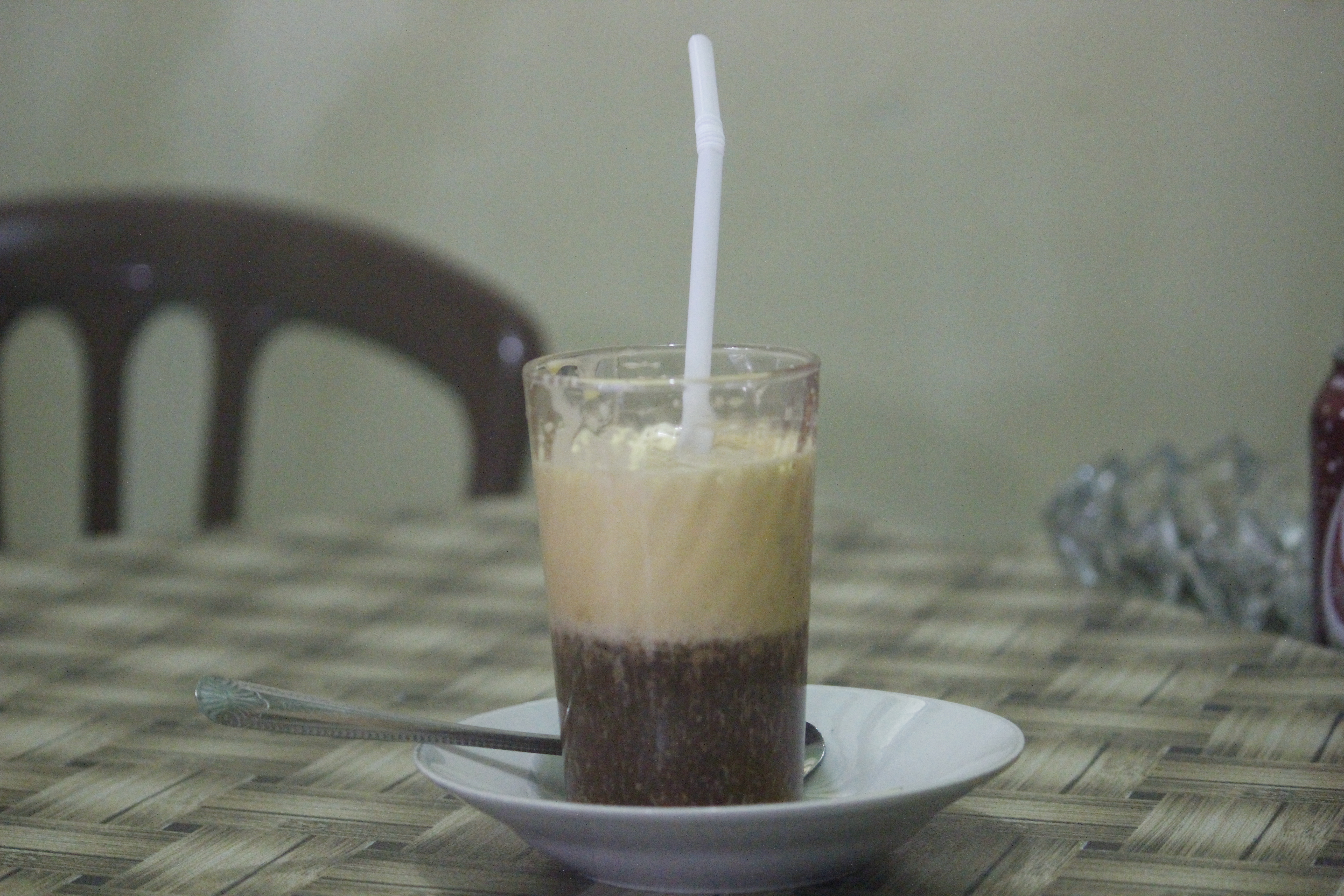
テ・タルア

テ・タルア（Teh Talua）またはテ・トゥルール（Teh Telur、卵茶）は、インドネシアの西スマトラ発祥の紅茶飲料である。この紅茶は、調理に卵黄を使用する点で独特である。使用する卵は鶏卵やアヒルの卵の場合もある。紅茶と卵黄に加え砂糖やカラマンシンも材料に含まれる。さらに、卵茶にはさまざまなバリエーションがあり、ミルクティーや、同様の材料と製法で作られるなめらかな卵クリーム入りのユアンヤン茶（鴛鴦茶）などがある。
伝統的な作り方では、グラスの中で卵黄と砂糖（または練乳）大さじ2杯を混ぜ合わせ、粉々になるまでかき立てる。そこへ熱い紅茶を少しずつ加えて混ぜ両方をなじませる。最後に、残っている不快な匂いを消すために、好みに応じてカラマンシンジュースを加えることもある。